# Stefan Struve
Stefan Jaimy Struve (Beverwijk, 18 febbraio 1988) è un lottatore di arti marziali miste olandese.
Combatte nella divisione dei pesi massimi per l'organizzazione statunitense UFC; in passato è stato campione di categoria nella britannica Cage Gladiators.
Soprannominato Skyscraper (Grattacielo), con i suoi 213 cm di altezza è attualmente il lottatore più alto della federazione.

## Caratteristiche tecniche
Struve è in primis un abile lottatore di Jiu jitsu brasiliano e buona parte delle sue vittorie le ha ottenute proprio per sottomissione.
Date le origini olandesi nella fase di lotta in piedi può vantare un'ottima Kickboxing e si allena nel Team Schreiber dell'ex kickboxer e lottatore professionista di MMA Bob Schreiber; benché potrebbe fare miglior uso del suo allungo, Struve ha uno striking buono ma non eccezionale e non è un grande incassatore.

## Carriera nelle arti marziali miste

### Inizi: Europa e titolo Cage Gladiators
Stefan Struve inizia la propria carriera nelle arti marziali miste all'età di 14 anni, quando lascia il calcio e spinto dal fratello entra nella palestra di Bob Schreiber. All'età di 16 anni combatte il suo primo incontro a livello amatoriale.
L'esordio come professionista è datato 19 marzo 2005 e consiste in una vittoria per sottomissione contro il connazionale John De Wilde.
Nell'incontro successivo viene sconfitto dal lettone Romualds Garkulis per KO. Da lì Struve avvia una striscia di ben sette vittorie consecutive, combattendo per diverse organizzazioni minori europee che gli permisero di lottare anche in Germania, Finlandia, Russia e Stati Uniti.
Nel 2007 venne messo sotto contratto dalla britannica Cage Gladiators e poté lottare subito per il titolo dei pesi massimi contro il futuro lottatore UFC Tom Blackledge: Struve vinse per sottomissione con uno strangolamento triangolare in poco più di un minuto, divenendo campione di categoria Cage Gladiators.
Lo stesso anno prende parte al torneo openweight "Star of Peresvit" in Ucraina: nei quarti di finale supera Sergey Danish per KO, ma in semifinale si deve arrendere al futuro campione Bellator Christian M'Pumbu, che riesce nell'impresa di sottomettere Struve in due minuti di combattimento.
Nel 2008 difende il titolo Cage Gladiators per ben due volte contro Colin Robinson e l'esperto di jiu jitsu brasiliano Mario Neto.

### Ultimate Fighting Championship
Con un record personale di 16-2 Struve riceve diverse proposte di ingaggio da parte delle più importanti federazioni al mondo di arti marziali miste come Dream e Affliction, ma a spuntarla è la più prestigiosa di tutte al tempo, ovvero l'UFC.
Struve esordì il 21 febbraio 2009 contro Junior dos Santos, tremendo pugile brasiliano che negli anni a seguire diverrà campione di categoria e si affermerà come il più forte peso massimo al mondo: Struve cade vittima dei pesanti pugni dell'avversario ed in meno di un minuto va KO.
Nemmeno quattro mesi dopo Struve ebbe la possibilità di rifarsi e non fallì contro Denis Stojnić, vincendo per strangolamento nel secondo round.
Il 24 ottobre dà il benvenuto sul ring al nuovo arrivo Chase Gormley, sconfiggendolo per sottomissione nel primo round e ottenendo il riconoscimento Submission of the Night.
Non passano nemmeno due mesi e Struve torna in gabbia per sostituire l'infortunato Todd Duffee ed affrontare l'esperto ed un tempo glorioso Paul Buentello, lottatore con un passato da contendente sconfitto per i titoli UFC e Strikeforce: Struve vinse ai punti con un punteggio stretto e discutibile, e a fine gara dichiarò di non aver lottato sufficientemente bene.
Nel 2010 ha la possibilità di sfidare un gatekeeper per il top 10 di categoria quale è Roy Nelson, lottatore dalla mascella grantitica e dal pugno devastante: Struve finisce KO in 39 secondi, ottenendo la sua quarta sconfitta in carriera.
Lo stesso anno si rifà subito mettendo KO prima Christian Morecraft (Knockout of the Night) e poi Sean McCorkle, dimostrando che era migliorato notevolmente nella kickboxing.
Nel 2011 affronta l'imbattuto Travis Browne, lottatore che a suon di vittorie si stava affacciando alla top 10: Struve viene messo KO nel primo round, dimostrando ancora una volta di avere nei striker con il pugno da KO il proprio tallone d'Achille.
L'UFC, quasi a volerlo mettere ulteriormente alla prova, lo abbina ad altri striker, e Struve si supera sottomettendo il kickboxer Pat Barry (Submission of the Night), stendendo un esperto del KO come Dave Herman e sottomettendo con una leva al braccio un altro lottatore dalle mani pesanti quale è Lavar Johnson (sostituto dell'indisponibile Mark Hunt), ottenendo per la terza volta il riconoscimento Submission of the Night e venendo inserito nella top 10 di categoria da MMAWeekly.com.
Sempre nel 2012 supera un top 15 di categoria come Stipe Miočić, lottatore abile sia nella boxe sia nella lotta libera, in un incontro che ha visto l'atleta olandese subire l'avversario nel primo round per poi stenderlo nella successiva ripresa con delle ottime combinazioni di pugni.
Nel 2013 in Giappone Struve si vede arrestare bruscamente la propria ascesa quando viene steso dal campione K-1 neozelandese Mark Hunt, riportando una frattura alla mandibola.
Lo stesso anno gli viene diagnosticato un problema alla valvola aortica.
Risolti i problemi al cuore Struve sarebbe dovuto tornare nell'ottagono nel luglio 2014 per affrontare Matt Mitrione, ma proprio il giorno del match accusò un malore e diede forfait.
Rientrò ufficialmente nel dicembre del 2014 a quasi due anni di distanza dall'ultimo incontro, venendo sconfitto per KO dal connazionale Alistair Overeem.
Ad agosto del 2015 sconfisse la leggenda delle MMA Antônio Rodrigo Nogueira per decisione unanime, dimostrando un eccellente striking e una notevole difesa ai takedown del brasiliano.
A novembre affrontò e venne sconfitto dall'americano Jared Rosholt per decisione unanime. Mentre l'8 maggio del 2016 si scontrò con il brasiliano Antônio Silva nei Paesi Bassi, sua terra nativa. Dopo pochissimo secondi dall'inizio dell'incontro, in un tentativo di avanzata da parte di Silva, Struve andò a segno con un diretto in pieno volto, susseguito da dei montanti e una ginocchiata sullo stomaco che portò il brasiliano al tappeto, da qui Struve colpì ripetutamente la tempia del suo avversario con una violenta serie di gomitate, ottenendo così la vittoria per KO tecnico. Inoltre ottenne per la prima volta il riconoscimento Performance of the Night.
L'8 ottobre avrebbe dovuto affrontare il russo Ruslan Magomedov. Tuttavia, nei primi giorni di settembre, Ruslan venne rimosso dalla card dopo aver subito un'infezione allo stafilococco; al suo posto venne inserito Daniel Omielańczuk. Alla seconda ripresa, Struve difendendosi da un tentativo di takedown, chiuse il suo avversario in una d'arce choke vincendo l'incontro per sottomissione. Successivamente subisce tre sconfitte consecutive per mano di Alexander Volkov, Andrei Arlovski e Marcin Tybura.

## Risultati nelle arti marziali miste
| Risultato | Record | Avversario               | Metodo                                       | Evento                                  | Data              | Round | Tempo | Città                    | Note                                         |
| --------- | ------ | ------------------------ | -------------------------------------------- | --------------------------------------- | ----------------- | ----- | ----- | ------------------------ | -------------------------------------------- |
| Sconfitta | 29-13  | Tai Tuivasa              | KO (pugni)                                   | UFC 254: Khabib vs. Gaethje             | 24 ottobre 2020   | 1     | 4:59  | Abu Dhabi, Emirati Arabi |                                              |
| Sconfitta | 29-12  | Ben Rothwell             | KO Tecnico (pugni)                           | UFC on ESPN: Overeem vs. Rozenstruik    | 7 dicembre 2019   | 2     | 4:57  | Washington, Stati Uniti  |                                              |
| Vittoria  | 29-11  | Marcos Rogério de Lima   | Sottomissione (arm-triangle choke)           | UFC Fight Night: Błachowicz vs. Santos  | 23 febbraio 2019  | 2     | 2:21  | Praga, Repubblica Ceca   | Performance of the Night.                    |
| Sconfitta | 28-11  | Marcin Tybura            | Decisione (unanime)                          | UFC Fight Night: Shogun vs. Smith       | 22 luglio 2018    | 3     | 5:00  | Amburgo, Germania        |                                              |
| Sconfitta | 28-10  | Andrei Arlovski          | Decisione (unanime)                          | UFC 222: Cyborg vs. Kunitskaya          | 3 marzo 2018      | 3     | 5:00  | Las Vegas, Stati Uniti   |                                              |
| Sconfitta | 28-9   | Alexander Volkov         | KO Tecnico (pugni)                           | UFC Fight Night: Volkov vs. Struve      | 2 settembre 2017  | 3     | 3:30  | Rotterdam, Paesi Bassi   | Fight of the Night                           |
| Vittoria  | 28-8   | Daniel Omielańczuk       | Sottomissione (D'arce choke)                 | UFC 204: Bisping vs. Henderson 2        | 8 ottobre 2016    | 2     | 1:41  | Manchester, Inghilterra  |                                              |
| Vittoria  | 27-8   | Antônio Silva            | KO Tecnico (ginocchiata al corpo e gomitate) | UFC Fight Night: Overeem vs. Arlovski   | 8 maggio 2016     | 1     | 0:16  | Rotterdam, Paesi Bassi   | Performance of the Night                     |
| Sconfitta | 26-8   | Jared Rosholt            | Decisione (unanime)                          | UFC 193: Rousey vs. Holm                | 15 novembre 2015  | 3     | 5:00  | Melbourne, Australia     |                                              |
| Vittoria  | 26-7   | Antônio Rodrigo Nogueira | Decisione (unanime)                          | UFC 190: Rousey vs. Correia             | 1º agosto 2015    | 3     | 5:00  | San Paolo, Brasile       |                                              |
| Sconfitta | 25-7   | Alistair Overeem         | KO (pugni)                                   | UFC on Fox: dos Santos vs. Miocic       | 13 dicembre 2014  | 1     | 4:13  | Phoenix, Stati Uniti     |                                              |
| Sconfitta | 25-6   | Mark Hunt                | KO (pugno)                                   | UFC on Fuel TV: Silva vs. Stann         | 3 marzo 2013      | 3     | 1:44  | Saitama, Giappone        |                                              |
| Vittoria  | 25-5   | Stipe Miočić             | KO Tecnico (pugni)                           | UFC on Fuel TV: Struve vs. Miocic       | 29 settembre 2012 | 2     | 3:50  | Nottingham, Regno Unito  | Fight of the Night                           |
| Vittoria  | 24–5   | Lavar Johnson            | Sottomissione (armbar)                       | UFC 146: Dos Santos vs. Mir             | 26 maggio 2012    | 1     | 1:05  | Las Vegas, Stati Uniti   | Submission of the Night                      |
| Vittoria  | 23–5   | Dave Herman              | KO Tecnico (pugni)                           | UFC on Fuel TV: Sanchez vs. Ellenberger | 15 febbraio 2012  | 2     | 3:52  | Omaha, Stati Uniti       |                                              |
| Vittoria  | 22–5   | Pat Barry                | Sottomissione (armbar triangolare)           | UFC Live: Cruz vs. Johnson              | 1º ottobre 2011   | 2     | 3:22  | Washington, Stati Uniti  | Submission of the Night                      |
| Sconfitta | 21–5   | Travis Browne            | KO (superman punch)                          | UFC 130: Rampage vs. Hamill             | 28 maggio 2011    | 1     | 4:11  | Las Vegas, Stati Uniti   |                                              |
| Vittoria  | 21–4   | Sean McCorkle            | KO Tecnico (pugni)                           | UFC 124: St-Pierre vs. Koscheck 2       | 11 dicembre 2010  | 1     | 3:55  | Montréal, Canada         |                                              |
| Vittoria  | 20–4   | Christian Morecraft      | KO (pugni)                                   | UFC 117: Silva vs. Sonnen               | 7 agosto 2010     | 2     | 0:22  | Oakland, Stati Uniti     | KO of the Night                              |
| Sconfitta | 19–4   | Roy Nelson               | KO Tecnico (pugni)                           | UFC Fight Night: Florian vs. Gomi       | 31 marzo 2010     | 1     | 0:39  | Charlotte, Stati Uniti   |                                              |
| Vittoria  | 19–3   | Paul Buentello           | Decisione (maggioranza)                      | UFC 107: Penn vs. Sanchez               | 12 dicembre 2009  | 3     | 5:00  | Memphis, Stati Uniti     |                                              |
| Vittoria  | 18–3   | Chase Gormley            | Sottomissione (triangolo)                    | UFC 104: Machida vs. Shogun             | 24 ottobre 2009   | 1     | 4:04  | Los Angeles, Stati Uniti | Submission of the Night                      |
| Vittoria  | 17–3   | Denis Stojnić            | Sottomissione (rear naked choke)             | UFC 99: The Comeback                    | 13 giugno 2009    | 2     | 2:37  | Colonia, Germania        |                                              |
| Sconfitta | 16–3   | Junior dos Santos        | KO Tecnico (pugni)                           | UFC 95: Sanchez vs. Stevenson           | 21 febbraio 2009  | 1     | 0:54  | Londra, Regno Unito      | Debutto in UFC                               |
| Vittoria  | 16–2   | Mario Neto               | Sottomissione (rear naked choke)             | Cage Gladiators 10: Clash of the Titans | 29 novembre 2008  | 2     | 3:19  | Liverpool, Regno Unito   | Difende il titolo dei Pesi Massimi CG        |
| Vittoria  | 15–2   | Ralf Wonnink             | Sottomissione (armbar)                       | KOE: Tough Is Not Enough                | 5 ottobre 2008    | 1     | -     | Rotterdam, Paesi Bassi   |                                              |
| Vittoria  | 14–2   | Yuji Sakuragi            | Sottomissione (triangolo)                    | M-1 Challenge 6: Korea                  | 29 agosto 2008    | 1     | 2:30  | Seul, Corea del Sud      |                                              |
| Vittoria  | 13–2   | Colin Robinson           | Sottomissione (triangolo)                    | Cage Gladiators 8                       | 27 luglio 2008    | 1     | -     | Liverpool, Regno Unito   | Difende il titolo dei Pesi Massimi CG        |
| Vittoria  | 12–2   | Ralf Wonnink             | Sottomissione (rear-naked choke)             | Beast of the East                       | 26 gennaio 2008   | 1     | -     | Zutphen, Paesi Bassi     |                                              |
| Sconfitta | 11–2   | Christian M'Pumbu        | Sottomissione (d'arce choke)                 | Star of Peresvit                        | 7 dicembre 2007   | 1     | 2:05  | Kiev, Ucraina            | Semifinale del torneo Star of Peresvit       |
| Vittoria  | 11–1   | Sergey Danish            | KO Tecnico (stop dall'angolo)                | Star of Peresvit                        | 7 dicembre 2007   | 2     | 2:20  | Kiev, Ucraina            | Quarti di finale del torneo Star of Peresvit |
| Vittoria  | 10–1   | Tomek Smykowski          | Sottomissione (strangolamento)               | TFS: Mixfight Gala VI                   | 25 novembre 2007  | 1     | -     | Monaco, Germania         |                                              |
| Vittoria  | 9–1    | Tom Blackledge           | Sottomissione (triangolo)                    | Cage Gladiators 5                       | 4 novembre 2007   | 1     | 2:14  | Liverpool, Regno Unito   | Vince il titolo dei Pesi Massimi CG          |
| Vittoria  | 8–1    | Denis Komkin             | Sottomissione (rear-naked choke)             | Siberian Challenge 1                    | 14 ottobre 2007   | 1     | -     | Bratsk, Russia           |                                              |
| Vittoria  | 7–1    | Marko Sintic             | Sottomissione (triangolo)                    | CF: The Real Deal                       | 5 maggio 2007     | 1     | -     | Emmen, Paesi Bassi       |                                              |
| Vittoria  | 6–1    | Atte Backman             | Sottomissione (triangolo)                    | Fight Festival 21                       | 17 marzo 2007     | 1     | 3:54  | Helsinki, Finlandia      |                                              |
| Vittoria  | 5–1    | Florian Müller           | KO tecnico (pugni)                           | Outsider Cup 6                          | 16 dicembre 2006  | 2     | 1:38  | Duisburg, Germania       |                                              |
| Vittoria  | 4–1    | Marcus Sursa             | Sottomissione (triangolo)                    | WEF: Orleans Arena                      | 10 giugno 2006    | 1     | 3:01  | Las Vegas, Stati Uniti   | Debutto nei pesi massimi                     |
| Vittoria  | 3–1    | Murat Bourekba           | Squalifica (dita negli occhi)                | Staredown City                          | 5 febbraio 2006   | -     | -     | Oostzaan, Paesi Bassi    |                                              |
| Vittoria  | 2–1    | Emir Smajlovic           | KO (pugni)                                   | MMA: Event                              | 17 settembre 2005 | 1     | -     | Paesi Bassi              |                                              |
| Sconfitta | 1–1    | Romualds Garkulis        | KO tecnico (stop dall'angolo)                | Mixfight Gala                           | 16 aprile 2005    | 1     | 5:00  | Paesi Bassi              |                                              |
| Vittoria  | 1–0    | John de Wilde            | Sottomissione (armbar)                       | Gentlemen Fight Night                   | 19 marzo 2005     | 1     | -     | Paesi Bassi              |                                              |